# Григор'єв Григорій Прокопович
Григор'єв Григорій Прокопович (1898—1971) — український письменник, сценарист, член Спілки письменників України.

## Біографія
Народився 21 серпня 1898 року в Києві. В 1934 році закінчив Київський кіноінститут.
В молодості відвідував Музично-драматичні курси імені Миколи Лисенка під керівництвом дочки Михайла Старицького Марії. Завдяки їй Григорія прийняли статистом-хористом у театр Миколи Садовського. Згодом він працював актором театру Панаса Саксаганського.
Кілька років перебував у зісланні. Після смерті Й. Сталіна його було реабілітовано. У 1950-і роки викладав літературу в київській школі № 147 ім. Радіщева, звідти пішов на пенсію. Мав чудову бібліотеку і фонотеку.
Помер 26 серпня 1971 року в Києві. Похований на Байковому кладовищі.

## Кінодіяльність
Працював на Київській кіностудії художніх фільмів, на педагогічній роботі. Автор книг спогадів «У старому Києві» (1961), «Що було, те бачив» (1966), сценарію науково-популярного фільму «Пам'ятники культури Київської Русі» (1954).